# Pierre-Louis Bourgoin
Pour les articles homonymes, voir Bourgoin.
Ne pas confondre avec Pierre Bourgoin (résistant), lui aussi Compagnon de la Libération.
Pierre Louis Auguste Bourgoin, parfois appelé Pierre-Louis Bourgoin, né le 4 décembre 1907 à Cherchell (Algérie) et mort le 11 mai 1970 à Paris, est un officier de l'Armée française de la Libération durant la Seconde Guerre mondiale et homme politique français. Il est compagnon de la Libération et grand-croix de la Légion d'honneur.

## Biographie
Pierre Bourgoin est né à Cherchell, en Algérie en 1907. Il est instituteur en Afrique-Occidentale française (AOF) à partir de 1925. Il est également passionné par la chasse au fauve.
Il effectue son service militaire en 1928 au 3e régiment de tirailleurs algériens, où il est nommé sous-lieutenant de réserve en 1929.

### La Seconde Guerre mondiale
Promu lieutenant de réserve en 1939 avec effet rétroactif au 22 octobre 1938, Pierre Bourgoin rejoint dès juin 1940 les Forces françaises libres (FFL) et prend part, en août de la même année, au ralliement à la France libre de l'Oubangui-Chari, pays où il exerçait comme instituteur.

#### Les campagnes d'Afrique

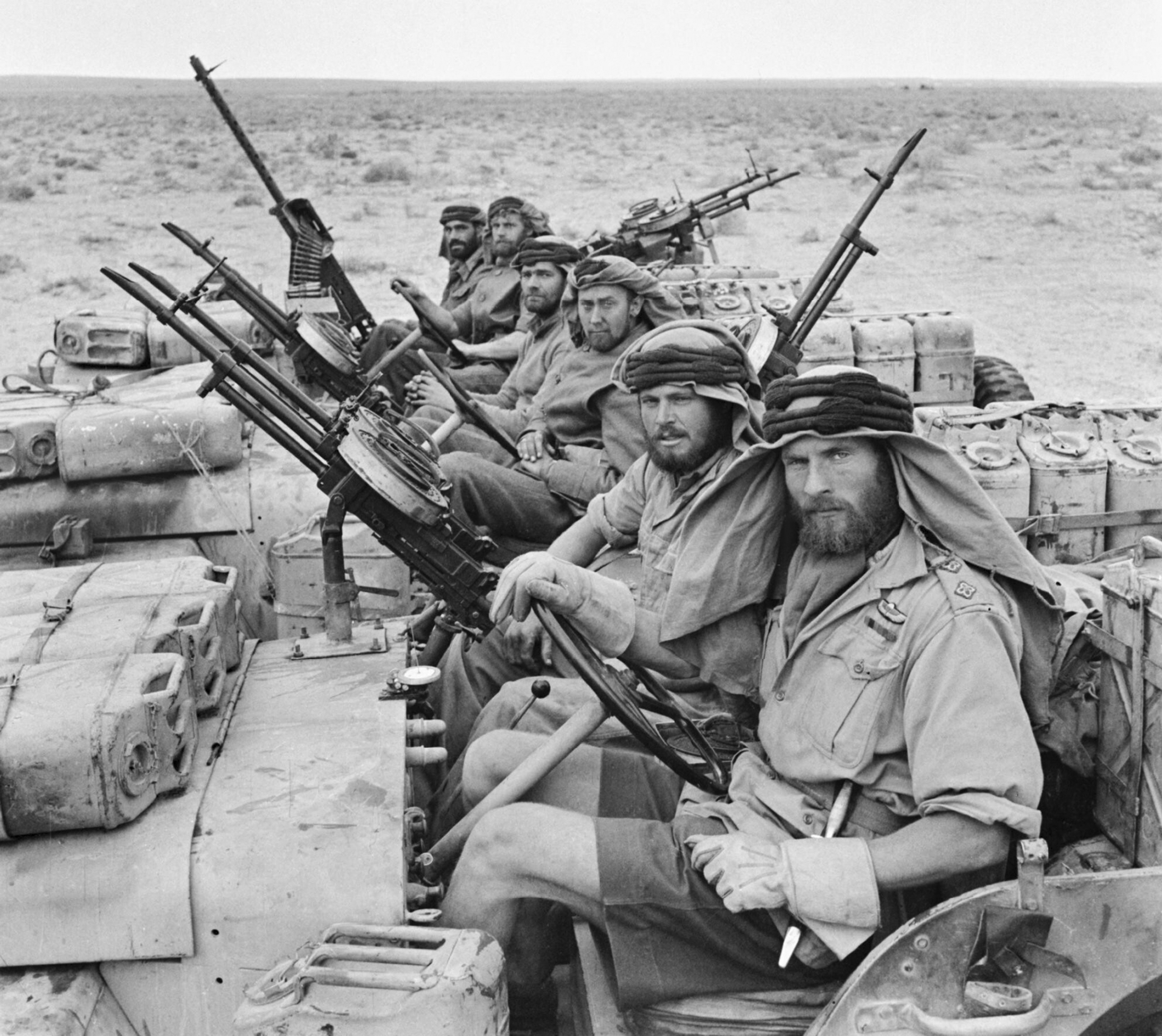
Les commandos britanniques en Afrique du Nord

Incorporé en janvier 1941 au Bataillon de marche no 2, au sein duquel il commande le groupe franc, il participe à la campagne de Syrie en juin 1941 et y est blessé au pied droit par un éclat d'obus en juillet. Il est condamné à mort par contumace pour faits de résistance en 1941. Capitaine en décembre 1941, il est affecté au groupe de bombardement Lorraine et effectue dans cette unité la campagne de Libye en tant que commandant de l'échelon à terre (Groupement nord-africain).
En mars 1942, il est blessé par balle une seconde fois, à la face postérieure du genou. En juin 1942, il est encore blessé lors d'un accident d'avion et souffre de fractures multiples des côtes.
Après avoir effectué un stage de commando parachutiste, il est affecté aux services secrets britanniques de l'Intelligence Service Landing Departement. Il y est chargé du renseignement lors de missions spéciales. Il effectue également à la tête d'un commando des coups de main en Tunisie.
En décembre 1942, il reçoit, ainsi que le capitaine Augustin Jordan, la mission de désorganiser les arrières lointains de l'ennemi, et il réussit à atteindre la frontière tunisienne avant que la 8e armée ne soit arrivée à Tripoli.
En janvier 1943, un groupe attaque continuellement les convois entre Tripoli et Sousse, tandis que l'autre détruit des ouvrages d'art à Kairouan, à Mateur et fait sauter un train sur un pont dans la région de Gabès. Jordan est fait prisonnier.
Le 19 février 1943, avec son groupe, il traverse les territoires occupés par deux divisions ennemies, situe l'emplacement exact d'un grand nombre de pièces d'artillerie adverses, détruit un pont d'une importance primordiale pour l'ennemi et ramène son groupe au complet.
Alors qu'il se rend en Algérie le 23 février 1943, au retour d'une reconnaissance des infrastructures allemandes en Tunisie, son véhicule est attaqué par un avion allemand et son conducteur en perd le contrôle. Bourgoin porte 37 traces de blessures et est amputé du bras droit ; quant à son bras gauche, il porte une fracture du radius et du cubitus et une fracture complète du poignet, ainsi que des blessures multiples par éclats d'obus à la cuisse gauche. Il réussit à échapper aux recherches allemandes, se cache en s'enterrant dans le sable et est recueilli au bout de six heures par une patrouille anglaise. Il est soigné à l'hôpital de Philippeville, puis en convalescence à l'hôpital d'Alger et part en Angleterre dès sa guérison, le 1er octobre 1943, après sept mois d'hospitalisation.

#### Les SAS
Désormais surnommé « le Manchot », il est promu commandant. En novembre 1943, il prend, à la suite de Pierre Fourcaud, le commandement du 4e régiment du Special Air Service, le 4e Bataillon d'Infanterie de l'Air, une unité française de 500 hommes qui deviendra en 1944 le 2e régiment de chasseurs parachutistes. Il entraîne son régiment en Angleterre, puis en Écosse en vue du débarquement en Europe. En avril 1944, il rencontre le maréchal britannique Bernard Montgomery qui passe en revue les deux régiments SAS français : le 3e, commandé par le capitaine Chateau-Jobert et le 4e.
À partir de la nuit du 5 au 6 juin 1944, son régiment est envoyé en Bretagne lors des opérations de la bataille de Normandie afin d'y fixer les troupes allemandes présentes : ce sont les opérations SAS en Bretagne. Lui-même est parachuté, malgré son handicap, avec un parachute bleu-blanc-rouge, cadeau des Anglais, dans la nuit du 10 au 11 juin, sur Dingson dans le Morbihan, à côté de Saint-Marcel, avec son état-major et une compagnie. Il y rejoint ses hommes qui encadrent déjà les résistants.
Afin de bloquer sur place les 85 000 , soldats allemands qui se trouvent dans la région, il rassemble 3 000 maquisards et 200 SAS dans le maquis de Saint-Marcel (Morbihan). La base Samwest située à Duault (Côtes-du-Nord) est dispersée le 12 juin 1944 par une attaque allemande. C'est ensuite au tour de Dingson d'être attaquée : c'est le combat de Saint-Marcel le 18 juin 1944. Le rassemblement est dispersé après la bataille, et les hommes de Bourgoin se disséminent dans toute la région. Les 18 Cooney-parties (58 hommes) étaient entrées en action le 8 juin 1944. Après le 18 juin, le reste du régiment est rejoint peu à peu en renfort par des parachutages ponctuels de « sticks ». L'action de Bourgoin paralyse les Allemands qui recherchent désespérément tout manchot suspect. Il échappe de peu à la capture près de l'écluse de Guillac le 11 juillet. Il devient l'homme le plus recherché dans toute la Bretagne, jusqu'à la libération de la région en août. Rommel met une seconde fois sa tête à prix, après l'avoir déjà fait lors de la campagne d'Afrique ; il sait qu'il a affaire au même personnage.
Les Américains atteignent la Bretagne le 6 août 1944 et la jonction se fait avec les SAS qui se regroupent et reforment le 4e SAS. Fin août 1944, Bourgoin reçoit la mission de couvrir avec son régiment le flanc droit de l'armée alliée sur la rive droite de la Loire : c'est l'opération Spencer. En septembre, ses troupes attaquent une colonne allemande de 18 000 hommes qui remontait du sud-ouest. À Saint-Pierre-le-Moûtier, ses « sticks » capturent 3 000 Allemands le 10 septembre et s'emparent d'un matériel considérable.

#### Fin de la guerre et de la vie militaire
Le 11 novembre 1944, le lieutenant-colonel Bourgoin, coiffé pour la première fois du béret rouge, ouvre le défilé militaire en descendant les Champs-Élysées à Paris à la tête du 2e régiment de chasseurs parachutistes, dont le drapeau vient de recevoir la Légion d'honneur des mains du général Charles de Gaulle devant l'Arc de Triomphe. Le régiment défile devant le Premier ministre britannique Winston Churchill et le général de Gaulle. C'est là que la guerre s'arrête pour Bourgoin, l'ancien 4e SAS poursuivant les opérations, notamment en Hollande avec l'opération Amherst.
En novembre 1944, Bourgoin est nommé inspecteur des Parachutistes ; son régiment est remis entre les mains de son adjoint Pierre Puech-Samson. Bourgoin est démobilisé en octobre 1945. Il revient à Saint-Marcel en 1947, en présence du général de Gaulle, et en 1951 lors de l'inauguration du monument du maquis.
En 1949, il est nommé inspecteur général des chasses pour la France et l'Outre-Mer, et est promu colonel de réserve en 1950.
Il est élevé à la dignité de grand-croix de la Légion d'honneur le 27 mai 1955.

### Vie politique
En 1958, il est élu député UNR de la 12e circonscription de Paris, avec, au premier tour, 15 008 voix sur 39 077, devant le député sortant André Le Troquer, président de l'Assemblée nationale et lui aussi ancien résistant, qui recueille 6 155 suffrages et se désiste au second tour. Représentant de la France à l’Assemblée du Conseil de l’Europe à partir de 1959, il est également membre de l’Assemblée de l'Union de l'Europe occidentale. Il se prononce en faveur de l'autodétermination des Algériens malgré son souhait que l'Algérie reste française. En 1967, il se présente pour la troisième fois dans sa circonscription sous l'étiquette de l'Union démocratique pour la Ve République. Lors des élections législatives de 1968, à la suite de la dissolution de l'Assemblée nationale, il fait campagne pour l'Union pour la défense de la République et est réélu une quatrième fois consécutive.
Durant ses mandats, il siège par deux fois à la commission de la défense nationale et des forces armées, puis deux fois également à la commission des affaires culturelles, familiales et sociales. Par trois fois, entre 1962 et 1970, il dépose un projet de loi visant à simplifier l'obtention des droits pour les anciens combattants et victimes de guerre.
Grand mutilé de guerre, il donne sa démission de député de Paris pour des raisons de santé le 6 mai 1970. Il meurt le 11 mai 1970 à Paris. Ses obsèques ont lieu aux Invalides, à titre exceptionnel. Il est inhumé à Plumelec dans le Morbihan, où le premier mort SAS du débarquement, Émile Bouétard, est tombé lors des opérations d'invasion de la France ; c'est également près de là que furent exécutés par la Milice française dix-huit parachutistes et résistants, dont le capitaine Pierre Marienne et le lieutenant François Martin, deux des adjoints de Bourgoin. C'est à Plumelec encore qu'il se réfugia après la bataille de Saint-Marcel et qu'il réorganisa son bataillon en vue des actions ultérieures avec l'aide de la Résistance.

### Autres activités
- Président d’honneur de la Fédération nationale des parachutistes de France,
- Vice-président de l’association nationale des mutilés de guerre,
- Vice-président de l'Union nationale des mutilés et réformés (UNMR),
- Président d’honneur de l’association des parachutistes SAS,
- Vice-président de l'association de soutien au général de Gaulle, poste auquel il est réélu en novembre 1962, mars 1967 et juin 1968.

## Décorations
|  |  |  |
|  |  |  |
|  |  |  |

- Grand-croix de la Légion d'honneur - décret du 27 mai 1955
- Compagnon de la Libération - décret du 8 juillet 1943
- Croix de guerre 1939-1945 (9 palmes et 2 étoiles d'argent)
- Médaille de la Résistance française le 14 juin 1946, avec rosette le 23 juillet 1947
- Médaille coloniale avec agrafes
- Distinguished Service Order
- Bronze Star Medal
- Croix de guerre belge
- Commandeur de l’ordre de Léopold en novembre 1947
- Officier de l'ordre d'Orange-Nassau

## Ouvrages
- Les principaux animaux de chasse de l'Afrique noire continentale française, Lorient 1949.

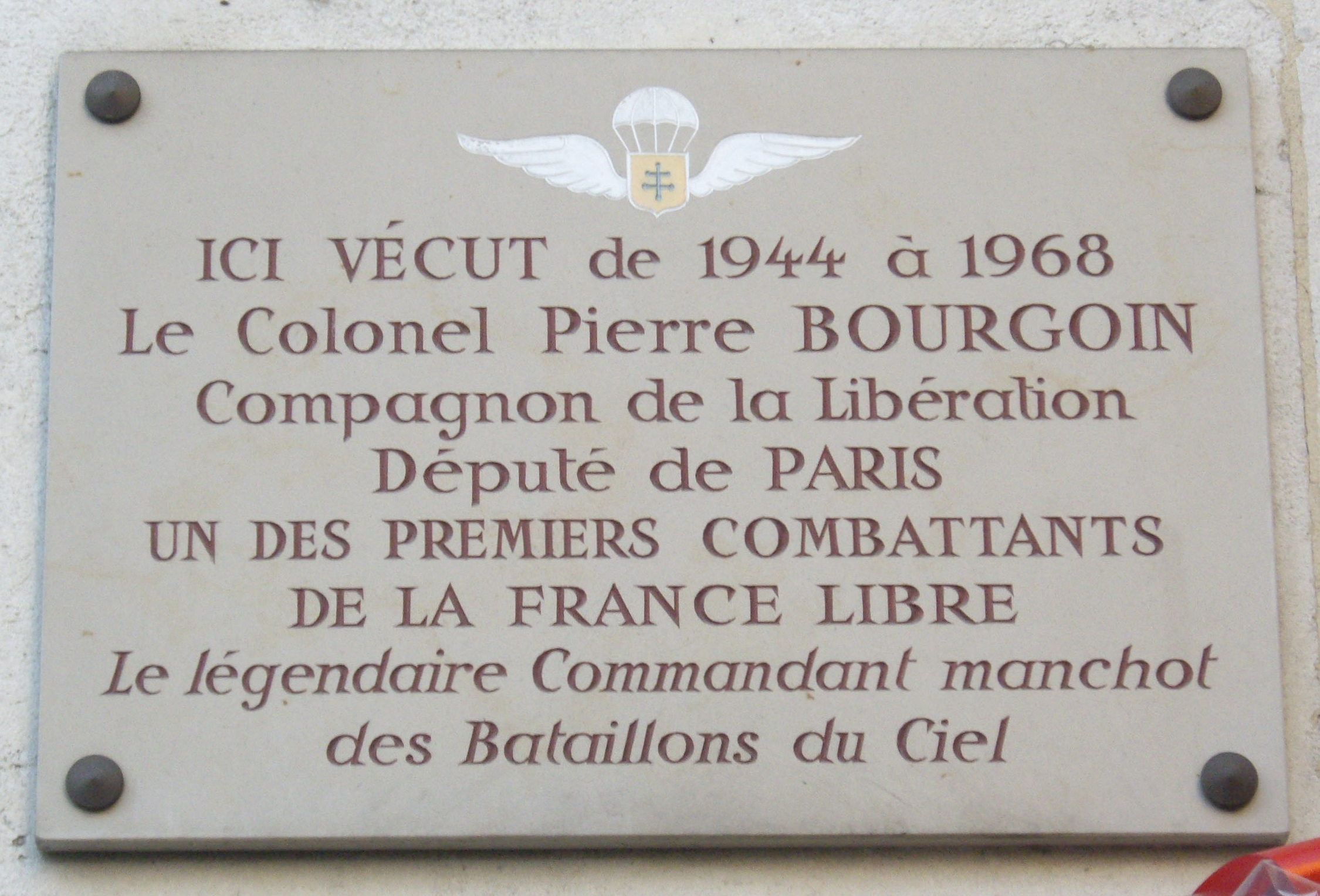
Plaque commémorative sur le domicile parisien de Pierre Bourgoin au n° 78 de l'avenue Mozart

- Animaux de chasse d'Afrique, Paris, 1955.

## Hommages
La place du Colonel-Bourgoin, à Paris dans le 12e arrondissement, lui est dédiée.
Le personnage du colonel Bouvier dans le roman Le Bataillon du ciel de Joseph Kessel est inspiré de son parcours.
Deux acteurs ont joué des personnages inspirés de sa carrière militaire, au cinéma et à la télévision :
- Henri Nassiet : colonel Bouvier dans le film Bataillon du ciel (1947) d'Alexandre Esway,
- Maurice Barrier : lieutenant-colonel Bourgin dans le téléfilm Un jour avant l'aube (1994) de Jacques Ertaud.

Un timbre à l'effigie du Colonel Bourgoin et du commandant Philippe Kieffer a été émis le 27 octobre 1973.